# St. Maria Magdalena (Schiltberg)

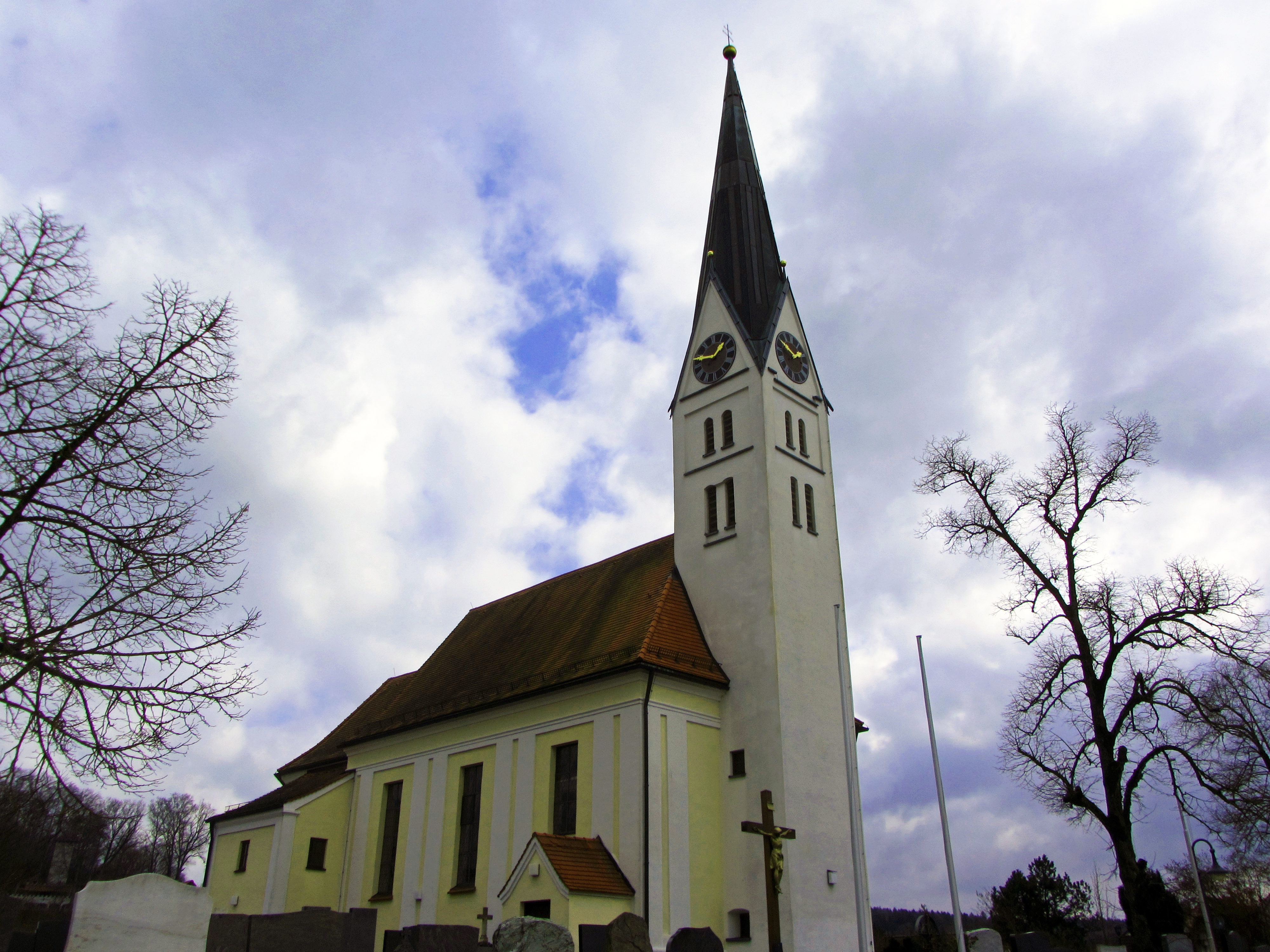
St. Maria Magdalena in Schiltberg

Die katholische Pfarrkirche St. Maria Magdalena ist ein Baudenkmal in Schiltberg im Landkreis Aichach-Friedberg.
Die Kirche St. Maria Magdalena in ihrer heutigen Gestalt wurde 1773 errichtet, wobei der mittelalterliche Turm eines Vorgängerbaus integriert wurde. Dieser hat einen quadratischen Grundriss und ist mit einem Spitzhelm zwischen Dreiecksgiebeln versehen. Der flachgedeckte Saalbau ist durch Pilaster gegliedert. Es ist ein dreiseitig geschlossener Chor mit seitlichen Oratorien eingezogen. An der Ostseite findet sich ein Sakristeianbau. Die Fresken aus dem Erbauungsjahr sind von Johann Georg Dieffenbrunner. Sie zeigen im Chor Maria Magdalena, die Christus die Füße salbt. Über dem Chorbogen ist das Wappen von Karl Ludwig Joseph von Eptingen zu sehen, eines Blumenthaler Komturs des Deutschen Ordens. Im Langhaus ist die Glorie Maria Magdalenas dargestellt mit den Kardinaltugenden in den Ecken. Der Hochaltar und die Kanzel in späten Rokokoformen wurden um 1782 von Johann Anton Wiest geschaffen, vermutlich gemeinsam mit den Seitenaltären. Die Bilder des Kreuzwegs, Öl auf Leinwand, wurden 1797 von Johann Wohlmuth erstellt.